# مقاطعة كليبورن (ألاباما)
مقاطعة كليبورن (بالإنجليزية: Cleburne County, Alabama)‏ هي إحدى مقاطعات ولاية ألاباما في الولايات المتحدة. تأسست سنة 1866، بلغ عدد سكانها 14972 نسمة في عام 2010 حسب إحصاء مكتب تعداد الولايات المتحدة وتصل الكثافة السكانية فيها 10.3 نسمة/كم2.

## وصلات خارجية
- www.cleburnecounty.us